# أليستير جينليي
أليستير جينليي (بالإنجليزية: Alistair Ginley)‏ مواليد 5 نوفمبر 1978، هو سائق راليات بريطاني بدأ مسيرته في سنة 2000. كان أول رالي له هو رالي ويلز 2000. تنافس في بطولة العالم للراليات.